# Pontifício Conselho Justiça e Paz
O Pontifício Conselho Justiça e Paz (Pontificium Consilium de Iustitia et Pace) foi um organismo da Cúria Romana.
O Conselho tinha em vista fazer com que no mundo sejam promovidas à justiça e a paz, segundo o Evangelho e a Doutrina Social da Igreja. 
Aprofundava a Doutrina Social da Igreja, empenhando-se por que ela seja amplamente difundida e posta em prática junto dos indivíduos e das comunidades, especialmente no que se refere às relações entre operários e empresários, a fim de estarem cada vez mais impregnadas do espírito do Evangelho. 
Recolhia notícias e resultados de pesquisas sobre a justiça e a paz, sobre o progresso dos povos e as violações dos direitos humanos, avaliava-os e, segundo a oportunidade, comunicava aos organismos episcopais as conclusões deduzidas; favorecia as relações com as associações católicas internacionais e com outras instituições não católicas, que sinceramente se empenham pela afirmação dos valores da justiça e da paz no mundo. 
Esforçava-se por que entre os povos se forme a sensibilidade ao dever de favorecer a paz, sobretudo por ocasião do Dia Mundial da Paz. 
Mantinha particulares relações com a Secretaria de Estado, de modo especial quando se deve tratar publicamente de problemas atinentes à justiça e à paz, mediante documentos ou declarações. 
Em 1 de janeiro de 2017, teve suas atribuições fundidas com a de outros Dicastérios, no recém criado Dicastério para o Serviço do Desenvolvimento Humano Integral, sendo que seu último presidente se tornou o primeiro prefeito daquela organização da Cúria.

## Presidentes
|             | Nome                                     | Período     | Notas                                                                    |
| Presidentes | Presidentes                              | Presidentes | Presidentes                                                              |
| ----------- | ---------------------------------------- | ----------- | ------------------------------------------------------------------------ |
| 6º          | Peter Kodwo Appiah Cardeal Turkson       | 2009-2016   | Prefeito do Dicastério para o Serviço do Desenvolvimento Humano Integral |
| 5º          | Renato Raffaele Cardeal Martino          | 2002-2009   | Presidente Emérito                                                       |
| 4º          | François-Xavier Cardeal Nguyên Van Thuân | 1998-2002   |                                                                          |
| 3º          | Roger Marie Élie Cardeal Etchegaray      | 1984-1998   | presidente emérito                                                       |
| 2º          | Bernardin Cardeal Gantin                 | 1976-1984   |                                                                          |
| 1º          | Maurice Cardeal Roy                      | 1967-1976   |                                                                          |